# Kredno–terciarno izumrtje
Kredno–terciarno (K–T) izumrtje, znano tudi kot kredno–paleogensko (K–Pg) izumrtje, je bilo nenadno množično izumrtje, ki je pomorilo tri četrtine rastlinskih in živalskih vrst na Zemlji pred približno 66 milijoni let. Z izjemo nekaterih ektotermnih vrst, kot so morske želve in krokodili, ni preživel noben tetrapod, ki bi tehtal več kot 25 kilogramov. Z izumrtjem se je zaključilo obdobje krede in celega mezozoika, začela pa se je era kenozoika, ki traja še danes.
V geoloških zapisih je izumrtje K–Pg označeno s tanko plastjo sedimenta, ki se imenuje ločnica K–Pg in je prisotno po vsem svetu v morskih in zemeljskih skalah. Ločnica, ki je sestavljena iz gline, kaže visoke ravni kovine iridij, ki je redka v Zemeljski skorji, a pogosta v asteroidih.
Kot je izvorno leta 1980 predlagala ekipa znanstvenikov, ki sta jo vodila Luis Alvarez in njegov sin Walter, je splošno razširjeno, da je množično izumrtje povzročil padec masivnega kometa ali asteroida premera 10 do 15 km pred 66 milijoni let, ki je uničil celotno okolje, večino zaradi mrzle padne zime, ki je onemogočila fotosintezo v rastlinah in planktonu. Asteroidno domnevo, znano tudi kot Alvarezova hipoteza, je podprlo odkritje 180 km širokega kraterja Chicxulub v Mehiškem zalivu polotoka Jukatan v zgodnjih 1990. letih, ki je podalo glavne dokaze, da je glinena ločnica K–Pg v resnici prah trka asteroida. Dejstvo, da so se izumrtja zgodila naenkrat, potrdi domnevo, da jih je povzročil asteroid. Vrtalni projekt iz leta 2016 v Chicxulubov vrhnji prstan je potrdil, da je sestavljen iz granita, ki ga je v minutah izvrglo globoko iz Zemlje, ni pa vseboval nobene sadre, navadne morske talne kamnine iz žvepla na tem območju: sadra je izhlapela in se razpršila kot aerosol v ozračje, kar je povzročilo daljše posledice na podnebje in prehranjevalno verigo. Oktobra 2019 so raziskovalci poročali, da je dogodek hitro skisal oceane, kar je povzročilo kolaps ekosistema in tudi dolgoročnejše posledice na podnebje. Tako je bil ključni vzrok velikega izumrtja konec krede. Januarja 2020 so znanstveniki podali dokaze, da je bilo izumrtje posledica trka meteorita in ne vulkanizma.